# Metti in circolo il tuo amore/Señor
Metti in circolo il tuo amore/Señor è un singolo di Fiorella Mannoia che fa da apripista all'album live Concerti. Il singolo è stato pubblicato il 9 gennaio 2004 con etichetta discografica Durlindana e con distribuzione Sony BMG. Il disco contiene Metti in circolo il tuo amore, cover di Luciano Ligabue e Señor.

## Tracce
Lato A
1. Metti in circolo il tuo amore – 3:57 (Luciano Ligabue)

Lato B
1. Señor – 4:49 (Belle du Berry, Paris Combo)

Durata totale: 8 min : 46 s